# 名古屋連隊区
名古屋連隊区（なごやれんたいく）は、大日本帝国陸軍の連隊区の一つ。前身は名古屋大隊区である。当初は愛知県の一部、後に同県全域の徴兵・召集等兵事事務を取り扱った。実務は名古屋連隊区司令部が執行した。岐阜県の一部を管轄した時期もあった。1945年（昭和20年）、同域に名古屋地区司令部が設けられ、地域防衛体制を担任した。

## 沿革
1888年（明治21年）5月14日、大隊区司令部条例（明治21年勅令第29号）によって名古屋大隊区が設けられ、陸軍管区表（明治21年勅令第32号）により愛知県の一部が管轄区域に定められた。第3師管第5旅管に属した。この時、愛知県の残り区域は豊橋大隊区、岐阜大隊区に属していた。
1896年（明治29年）4月1日、名古屋大隊区は連隊区司令部条例（明治29年勅令第56号）によって連隊区に改組され、旅管が廃止となり第3師管に属した。
1903年（明治36年）2月14日、改正された「陸軍管区表」（明治36年勅令第13号）が公布となり、再び旅管が採用され連隊区は第3師管第5旅管に属した。
日本陸軍の内地19個師団体制に対応するため陸軍管区表が改正（明治40年9月17日軍令陸第3号）となり、1907年（明治40年）10月1日、桑名連隊区などが創設され、管轄区域の大幅な変更が実施された。
1925年（大正14年）4月6日、日本陸軍の第三次軍備整理に伴い陸軍管区表が改正（大正14年軍令陸第2号）され、同年5月1日、旅管は廃され管轄区域も大幅に変更した。
1940年（昭和15年）8月1日、名古屋連隊区は中部軍管区名古屋師管に属することとなった。1941年（昭和16年）11月1日、豊橋連隊区が名古屋連隊区に統合され、管轄区域は愛知県全域となった。1945年2月11日、名古屋師管は新設の東海軍管区に所属が変更された。同年には作戦と軍政の分離が進められ、軍管区・師管区に司令部が設けられたのに伴い、同年3月24日、連隊区の同域に地区司令部が設けられた。地区司令部の司令官以下要員は連隊区司令部人員の兼任である。同年4月1日、名古屋師管は名古屋師管区と改称された。

## 管轄区域の変遷
1888年5月14日、陸軍管区表（明治21年勅令第32号）が制定され、名古屋大隊区の管轄区域が次のとおり定められた。
- 愛知県

名古屋区・愛知郡・知多郡・海東郡・海西郡・碧海郡
1896年4月1日、連隊区へ改組された際に管轄区域の変更はなかったが、管轄の名古屋区が名古屋市に変更された。
1898年（明治31年）4月1日、管轄区域が変更され、碧海郡を豊橋連隊区に移管し、岐阜連隊区から愛知県西春日井郡・東春日井郡・丹羽郡・中島郡・葉栗郡を編入した。変更後の管轄区域は以下のとおり。
- 愛知県

名古屋市・愛知郡・知多郡・海東郡・海西郡・西春日井郡・東春日井郡・丹羽郡・中島郡・葉栗郡
1907年10月1日、桑名連隊区などが新設されたことに伴い、管轄区域が陸軍管区表（明治40年9月17日軍令陸第3号）により次のとおり定められた。海東郡・海西郡・中島郡を桑名連隊区へ、丹羽郡・葉栗郡を岐阜連隊区へ移管した。また、岐阜連隊区から岐阜県土岐郡を編入した。
- 愛知県

名古屋市・東春日井郡・知多郡・愛知郡・西春日井郡
- 岐阜県

土岐郡
1913年（大正2年）7月4日、陸軍管区表が改正（大正2年軍令陸第6号）され、管轄の名古屋市を東区・西区・中区・南区に変更した。
1920年（大正9年）8月7日、陸軍管区表が改正（大正9年軍令陸第10号）され、同年8月10日、岐阜県土岐郡を岐阜連隊区へ移管した。
1925年5月1日、陸軍管区表の改正（大正14年4月6日軍令陸第2号）に伴い桑名連隊区が廃止され、旧桑名連隊区から愛知県一宮市・丹羽郡・葉栗郡・中島郡・海部郡が編入され、愛知県東区・西区・中区・南区を名古屋市に変更した。変更後の管轄区域は以下のとおり。
- 愛知県

名古屋市・一宮市・愛知郡・東春日井郡・西春日井郡・丹羽郡・葉栗郡・中島郡・海部郡・知多郡
1931年（昭和6年）1月1日には瀬戸市が、1938年（昭和13年）4月7日に半田市が、それぞれ管轄区域に追加された。
1941年11月1日、豊橋連隊区が廃止され、その区域を編入して管轄区域が愛知県全域となり、廃止されるまで変更はなかった。

## 司令官
名古屋大隊区
- 河野通行 歩兵中佐：1888年5月14日 -
- 友岡正順 歩兵少佐：1896年3月9日[12] - 不詳

名古屋連隊区
- 友岡正順 後備歩兵中佐：1901年12月1日 - 1902年11月1日
- 菊地節蔵 歩兵中佐：1902年11月1日 -
- 深谷又三郎 歩兵大佐：1906年1月27日 - 1907年2月13日
- 中村邦平 歩兵中佐：1907年2月13日 - 1912年3月26日
- 森部静夫 歩兵中佐：1912年3月26日 - 1913年2月14日
- 木村直孝 歩兵中佐：1913年2月14日 - 1915年8月10日
- 赤井春海 歩兵中佐：1915年8月10日 - 1917年8月6日
- 野田久吉 歩兵中佐：1917年8月6日 - 1919年7月25日
- 田所浪吉 歩兵大佐：1919年7月25日 -
- 松井英一 歩兵大佐：1920年8月10日[13] - 1923年8月6日[14]
- 稲垣孝照 歩兵大佐：1923年8月6日[14] -
- 山内二男麿 歩兵大佐：不詳 - 1928年8月10日[15]
- 中井武三 歩兵大佐：1928年8月10日[15] -
- 小泉恭次 歩兵大佐：1930年8月1日 - 1932年5月23日[16]
- 恒吉秀雄 歩兵大佐：不詳 - 1935年8月1日[17]
- 石原常太郎 歩兵大佐：1935年8月1日[17] -
- 藤懸末松 歩兵大佐：1936年8月1日 - 1938年3月1日[18]
- 佐々木勇 歩兵大佐：1939年12月20日 - 1942年12月1日[19]
- 飯田雅雄 陸軍少将：1944年1月7日 - 1945年3月9日[20]
- 足立重郎 陸軍少将：1945年3月9日[21] - 1945年3月31日

名古屋連隊区兼名古屋地区司令官
- 坂井徳太郎 予備役陸軍中将：1945年3月31日[22] -